# ハイデマリー
ハイデマリー（Heidemarie）は、ドイツ語圏の女性名。
- Heidemarie Bártová - チェコの飛込競技選手
- Heidemarie Fuentes - アメリカの女優、プロデューサー
- Heidemarie Hatheyer - オーストリアの映画女優
- ハイディマリー・ステファニション＝パイパー - アメリカ海軍軍人、NASAの宇宙飛行士
- Heidemarie Steiner - ドイツのフィギュアスケート選手、コーチ
- ハイデマリー・ヴィーチョレック＝ツォイル - ドイツの政治家
- ハイデマリー・シュミット - ライプニッツ光工学研究所の教授

## 架空の人物
- ハイデマリー・W・シュナウファー - ストライクウィッチーズの登場人物